# Nono le naufragé
 (février 2025).
Motif : Absence de sources
- Archive Wikiwix
- Bing
- Cairn
- DuckDuckGo
- E. Universalis
- Gallica
- Google
- G. Books
- G. News
- G. Scholar
- Persée
- Qwant
- (zh) Baidu
- (ru) Yandex
- (wd) trouver des œuvres sur Wikidata

| 1. | Préciser le motif de la pose du bandeau. | Précisez le motif de la pose du bandeau en utilisant la syntaxe suivante : {{admissibilité à vérifier\|date=juillet 2025\|motif=remplacez ce texte par le motif}}                     |
| 2. | Informer les utilisateurs concernés.     | Pensez à avertir le créateur de l'article, par exemple, en insérant le code ci-dessous sur sa page de discussion : {{subst:avertissement admissibilité à vérifier\|Nono le naufragé}} |

Nono le naufragé est une série de bande dessinée franco-belge humoristique créée en 1995 dans Spirou no 2993 par Jean-Michel Thiriet.

## Synopsis
Gag en 1/2 page (plus ou moins six cases) autour du quotidien d'un homme naufragé sur une toute petite île déserte.

## Publication

### Pré-publication
La série a été publiée dans Spirou en 1995 et 1998.